# Jort van der Sande
Jort van der Sande (Bolduque; 25 de enero de 1996) es un futbolista neerlandés-bonairense que juega como delantero en el Dundee United, de la Scottish Premiership. Nacido en los Países Bajos, representa internacionalmente a Bonaire.

## Clubes

### FC Den Bosch
Van der Sande ingresó en la cantera del FC Den Bosch a los 10 años. Debutó como profesional en la Eerste Divisie con el club el 15 de agosto de 2014 en un partido contra el VVV-Venlo Marcó su primer gol con el club el 6 de febrero de 2015 a domicilio contra el RKC Waalwijk, que terminó con victoria visitante por 3-0. Van der Sande marcó el último gol del partido, tras una asistencia de Alexander Mols. Van der Sande firmó una ampliación de contrato con el FC Den Bosch en marzo de 2017, que le mantendría en el club hasta el 30 de junio de 2019. Terminó su etapa en el FC Den Bosch con 104 partidos de liga en los que marcó 21 goles y dio 11 asistencias.También apareció en el equipo reserva, el Jong FC Den Bosch, jugando en la Derde Divisie y la Hoofdklasse.

### FC Eindhoven
El 17 de junio de 2019, Van der Sande fichó por el FC Eindhoven como agente libre, firmando un contrato de tres años con el equipo de la Eerste Divisie Debutó el 9 de agosto en una victoria a domicilio por 2-1 ante el NECPoco después de llegar, el 21 de agosto de 2019, sufrió una fractura de metatarso que le dejó fuera de juego al menos tres meses Van der Sande marcó su primer gol con el club el 17 de diciembre de 2019 en una victoria a domicilio por 2-0 ante el Excelsior en la KNVB Cup.
Van der Sande tuvo una buena temporada 2021-22, en la que marcó 13 goles en 39 partidos. Contribuyó a que el Eindhoven se clasificara para los play-off de ascenso, en los que, sin embargo, fue eliminado por el ADO Den Haag en semifinales.

### NAC Breda
El 25 de abril de 2022, Van der Sande firmó un contrato de dos años con el NAC Breda, con opción a un año más. Marcó en su debut en competición oficial con el club el 15 de agosto de 2023, menos de diez minutos después de entrar como sustituto de Boyd Lucassen en el minuto 62, en la derrota del NAC por 3-1 ante el MVV. Van der Sande llegaría a marcar 13 goles en 42 partidos con el club, dejando el NAC en agosto de 2023.

### ADO Den Haag
El 29 de agosto de 2023, Van der Sande firmó un contrato de tres años con el ADO Den Haag.

## Selección nacional
El 5 de octubre de 2023, Van der Sande fue convocado por el seleccionador nacional de Bonaire, Rilove Janga, para enfrentarse a Anguila en un partido de la Liga de Naciones de la CONCACAF 2023-24.Van der Sande era elegible debido a que vivió en la isla caribeña durante cinco años en su juventud. Debutó como internacional en el partido, que se saldó con victoria por 2-0.